# 塞氏圓魨
塞氏圓魨為輻鰭魚綱魨形目四齒魨亞目四齒魨科的其中一種，為熱帶海水魚，分布於東太平洋區，從加利福尼亞灣至秘魯海域，體長可達17公分，棲息在軟底質淺水域，生活習性不明。

## 扩展阅读
維基物種上的相關：塞氏圓魨